# Людина, яка себе здублювала
Людина, яка себе здублювала англ. The Man Who Folded Himself — це науково-фантастичний роман американського письменника Дейвіда Джерролда, виданий 1973 року. У 1974 році він був номінований на премію «Неб'юла» за найкращий роман і премію «Г’юго» за найкращий роман. Книга досліджує психологічні, фізичні й особисті труднощі, які виникають, коли подорожі в часі стають можливими для однієї людини натисканням однієї кнопки.

## Сюжет
1975 року молодого студента коледжу Деніела Ікінса відвідує його дядько Джим. Дядько обіцяє збільшити щомісячну допомогу на витрати за умови, що Деніел буде вести щоденник. Невдовзі дядько Джим помирає, і Деніел успадковує від нього «Часовий пояс», який дозволяє власнику подорожувати в часі. Деніел швидко освоює використання поясу та здійснює кілька коротких стрибків у своє майбутнє, де зустрічає своє старше «я», якого називає «Дон». Вони разом відвідують іподром і виграють цілий статок на ставках в кінних перегонах.
Наступного дня Деніел розуміє, що тепер його черга грати роль Дона і допомагати своєму молодшому «я» під час ставок. Через це та інші події мандрівник у часі Деніел дізнається більше про пояс, природу «часового потоку» і власну ідентичність.
Деніел неодноразово зустрічається з альтернативними версіями самого себе, часом відомими як Дон, і, врешті-решт, починає відносини з самим собою, вступаючи у фізичну близькість. Він дізнається, що зміни, які він вніс у свій час, стерли всі сліди його дитинства і раннього життя.
Хоча Деніел зміг побудувати близькі стосунки з самим собою, зрештою він розуміє, що більше не зустрічає інші свої версії. Відчуваючи самотність і бажаючи це виправити, він здійснює стрибок на багато тисячоліть у минуле, де його стрибки не змінюють часову лінію, і зустрічає жіночу версію себе, на ім'я Діана. Майбутнє Діани є дзеркальним відображенням Деніела: вона отримала «Часовий пояс» від своєї тітки Джейн і також почала стосунки з іншими своїми версіями, яких називала «Доннами». Деніел починає відносини з Діаною, і Діана завагітніла.
Кожен із них потай бажає народження сина чи дочки відповідної статі, і, не повідомляючи один одного, використовує майбутні технології, щоб здійснити зміни, які забезпечать народження дитини бажаної статі. Незабаром після народження дитини Деніел і Діана розлучаються.
Деніел виховує сина в Америці 1950-х років. Старіючи, він сумує за стосунками з Діаною, але втручання одержимої версії самого себе стерло точку у минулому, де вони могли зустрітися. Деніел проводить багато часу на вечірці, яка триває до 1999 року, насолоджуючись товариством безлічі версій себе в різному віці. На пізньому етапі вечірки літня версія Деніела гине після чергового стрибка, і Деніел охоплений думками про свою неминучу смерть.
Зрештою Деніел розуміє, що він тепер став своїм дядьком Джимом і що його син стане молодим Деніелом, який успадкує «Часовий пояс», і що його життя «завершується по колу». Він робить підготовку, щоб після його смерті молодий Деніел пережив ті ж події, що і він сам, і мав власний досвід подорожей у часі.
Книга завершується тим, що молодий Деніел, прочитавши завершений щоденник, має вирішити, чи скористатися йому «Часовим поясом».

## Оновлене видання
У виданні 2003 року були додані згадки про катастрофу рейсу American Airlines 191 у травні 1979 року і про знищення Всесвітнього торгівельного центру 11 вересня 2001 року, події, які відбулися відповідно через 6 і 28 років після першого видання у 1973 році.

## Персонажі
Майже всі різні персонажі історії — це альтернативні версії Деніела з різних моментів часу.
Коли Деніел уперше зустрічає свою версію з одного дня у майбутньому, ця майбутня версія представляється як «Дон», ніби-то брат-близнюк Деніела. Наступного дня, коли настала черга самого Деніела зустрічати версію себе з минулого, він приймає роль Дона. (Коли з'являється третя версія Деніела, вона іноді називається Дон II або «ультра-Дон»).
Жіноча версія Денні має подібні відносини з альтернативними версіями себе; вона стає Діаною, коли зустрічає свою майбутню версію, але в ролі мандрівника у часі приймає ім'я Донна. Діана має тітку Джейн, яка є старшою версією Діани та жіночим еквівалентом Деніелевого «дядька Джима».
Після того, як Деніел і Діана дізнаються про вагітність Діани, вони обидва бажають сина чи дочку, схожих на них. Приховуючи одне від одного вони використовують майбутні технології, щоб забезпечити народження дитини бажаної статі. Ці протилежні зміни створюють розщеплення у їхніх часових лініях, у яких у них народжуються син або дочка, і після розлучення кожен з них забирає дитину своєї статі в майбутнє, створюючи замкнені часові петлі чоловічої та жіночої версії.
Єдиний персонаж, який не є версією Деніела, — це адвокат, який телефонує йому, щоб повідомити про смерть дядька Джима. Адвоката звати «Біггс чи Бріггс або якось так».

## Критика
Рецензуючи роман у 1974 році для журналу Vector, Крістофер Пріст зазначив, що Джерролд випадково відтворив замкнені часові петлі, описані у коротких оповіданнях Роберта Гайнлайна «За власними слідами» (1941) та «Всі ви — зомбі» (1959, де головні герої також стають власними батьками), тільки менш успішно. Пріст зазначив, що це «відшліфована, читабельна, розумна книга… але їй бракує навіть найпримітивніших форм характеризації, тонкощі, описів або оригінальності… Чи отримає роман "Неб’юлу"? Можливо».
Дуглас Лейн зауважив у 2012 році, що «Найцікавішим і, можливо, найменш поміченим кроком, який зробив Девід Джерролд у своїй фрактальній книзі про подорожі в часі «Людина, яка себе здублювала», є те, що він написав усю історію у другій особі, не повідомивши читача про це напряму». С. Л. Хуанг у 2019 році писала, що «Книга складається, як чудова оригамі парадоксів, що якось мають сенс… Це одна з найкращих історій про подорожі в часі, яку я коли-небудь бачила… Вона також надзвичайно дивна».